# Strangers (The Walking Dead)
"Stranger" là tập thứ hai trong Phần 5 của series phim truyền hình The Walking Dead. Tập phim được phát sóng trên kênh AMC của Mỹ vào ngày 19 tháng 10 năm 2014. Khi phát sóng, tập phim đã được 15,14 triệu người xem trong đó có 7,7 triệu người từ 18-49 tuổi.

## Nội dung tập
Tập phim mở đầu bằng cảnh nhóm Rick rời khỏi trong khi từ phía xa khói đen từ Terminus vãn bốc lên. Họ cùng dừng lại nghỉ chân trong rừng, kiếm gì đó ăn và bàn về việc nên đến nơi nào tiếp theo. Rick đến nói chuyện với Tara vì anh nhận ra cô từng ở trong nhóm The Governor. "Cô không muốn ở đó. Đó là lý do mà tôi đã cố thuyết phục cô" - Rick nói với Tara. Anh nói lời cảm ơn vì Tara đã cứu mạng Glenn và chào mừng cô vào nhóm."
Carol và Tyeese cùng đi đến bờ suối để lấy nước. Tyreese khuyên Carol rằng cô nên nói chuyện với mọi người trong nhóm về chuyện xảy ra hồi ở nhà tù. Tyreese cho rằng Daryl và Maggie biết việc cô đã làm nhưng vẫn chấp nhận việc đó, nếu không thì giờ này cô đã không ở đây rồi. Carol nói rằng mọi người trong nhóm không cần phải biết và chấp nhận việc đó, nhưng Tyreese nhất quyết về việc cô nên nói với họ. Tuy nhiên, anh lại cho rằng họ không nên kể với mọi người về chuyện đã xảy ra với Lizzie và Mika. Anh chỉ muốn quên đi chuyện đó.
Khi cả nhóm tiếp tục cuộc hành trình của mình trên một con đường vắng, họ gặp phải một xác sống và Michonne đã xử lý nó. Abraham chứng kiến việc này và nói với Rosita rằng đó chính là lý do vì sao mà anh vẫn chờ thời điểm thích hợp để nói với nhóm Rick về nhiệm vụ của họ, tức cần phải xem xét trước các kỹ năng sinh tồn của nhóm Rick."
Tối hôm đó, cả nhóm dừng chân và ngồi nghỉ quanh một đống lửa. Rick lại gần Carol và nói với cô rằng anh nợ cô mọi thứ. Carol từ chối ghi nhận công lao của mình, cô cho rằng chính Tyreese mới là người Rick mắc nợ. Carol lấy chiếc đồng hồ của Rick mà cô thấy ở Terminus và trả nó cho anh. Rick kể lại rằng anh đã thấy Sam bị người của Terminus giết. Anh trả cho Carol chiếc đồng hồ của cô, nhưng cô từ chối nhận lại. Rick thừa nhận rằng anh không rõ về những gì Carol đã làm, nhưng anh thấy được rằng có điều gì đó Carol biết mà anh lại không. Rick cảm thấy có lỗi khi đã trục xuất Carol khỏi nhà tù, nhưng Carol cho rằng anh đã nói rằng cô sẽ sinh tồn được một mình, và đúng là cô đã làm được. Rick nói rằng anh đã để cô phải sống lang thang trên đường, và giờ đây chính nhóm của anh cũng phải sống trên đường giống cô. Rick hỏi rằng liệu giờ Carol sẽ cho nhóm anh tham gia cùng cô chứ. Carol đồng ý và Rick nói lời cảm ơn.
Một lát sau, Daryl và Carol ngồi cạnh nhau và không nói lời nào. Carol liền bảo rằng cô không muốn nói lại chuyện cũ, cô không thể và chỉ muốn quên đi. Daryl hỏi cô rằng vì sao nhưng cô không trả lời. Bất chợt, cả hai người nghe thấy tiếng động gần đó. Tuy nhiên, trời quá tối khiến họ không thể nhìn thấy được đó là ai hay thứ gì.
Sáng hôm sau, cả nhóm tiếp tục lên đường. Daryl đã thử tìm dấu vết của tiếng động mà anh nghe thấy đêm qua nhưng không thấy gì. Rick thì thầm với mọi người rằng hãy ở gần nhau. Abraham bắt đầu gợi ý cho Rick đưa cả nhóm về phía Bắc (Washington, D.C.).
Bob và Sasha vừa đi vừa cùng chơi một trò chơi nhỏ, họ đùa giỡn cùng nhau trong khi Tyreese nhìn họ và mỉm cười. Họ hôn nhau vài lần rồi Sasha giải thích cho anh trai về trò chơi mà họ đang chơi."
Đột nhiên, cả nhóm thấy tiếng hét cách đó không xa của một người đang cầu cứu. Khi họ chạy đến nơi, họ nhìn thấy cha xứ Gabriel Stokes trên một tảng đá lớn đang trong vòng vây nguy hiểm của lũ xác sống. Ông cố đá chúng đi nhưng vẫn bị chúng tóm lấy chân. Sau khi được nhóm Rick cứu mạng, Gabriel nhảy xuống khỏi tảng đá rồi tỏ vẻ sợ sệt trong khi mọi người nhìn ông với ánh mắt nghi hoặc. Gabriel nôn ói rồi cảm ơn cả nhóm vì đã cứu ông. Rick hỏi rằng liệu Gabriel có vũ khí không và ông đáp lại là không. Gabriel cho rằng ông chỉ cần Chúa là vũ khí duy nhất của mình và đùa rằng mỗi khi ông kêu cứu, sự giúp đỡ sẽ luôn tới. Gabriel hỏi rằng liệu nhóm Rick có thức ăn không, vì ông đã bị mất hết thực phẩm do đám xác sống tấn công. Carl liền cho ông vài quả hồ đào nhỏ. Gabriel kể rằng ông có một nhà thờ ở gần đó, cũng là nơi ông đã ở trong suốt quãng thời gian kể từ khi dịch bệnh bùng phát. Rick tra hỏi Gabriel về việc ông đã giết bao nhiêu người, bao nhiêu xác sống và lý do vì sao (tương tự 3 câu hỏi mà anh đã dùng để kiểm tra mọi người trước khi cho họ gia nhập cộng đồng nhà tù trước đó). Gabriel liền đáp lại rằng ông chưa từng giết ai hay xác sống nào cả vì đức tin của mình. "Tất cả chúng ta đều đã từng làm điều xấu gì đó? Anh đã làm gì?" - Rick tra hỏi thì được Gabriel đáp lại: "Tôi chỉ là một kẻ tội đồ. Từng ngày trôi qua, tôi đều mắc tội lỗi. Nhưng tôi chỉ thú nhận những tội lỗi đó với Chúa, không phải với những người lạ".
Khi nhóm họ đang trên đường tới nhà thờ, Rick hỏi rằng liệu Gabriel có phải là người đã theo dõi nhóm họ đêm qua không. Tuy nhiên, Gabriel phủ nhận điều này vì kể từ khi dịch bệnh bùng phát đến giờ ông ấy chỉ ở một mình, tảng đá lúc nãy là nơi cách xa nhà thờ nhất mà ông từng đến. Gabriel cố bắt chuyện với cả nhóm bằng những lời nói tếu táo nhưng mọi người chẳng mấy bận tâm về điều này.
Cuối cùng nhóm họ cũng đã đến được nhà thờ, Gabriel được bảo đứng đợi ở ngoài trong khi những người khác vào kiểm tra bên trong để chắc chắn rằng đây không phải là một cái bẫy. Sau khi đã kiểm tra xong và cảm thấy an toàn, mọi người bắt đầu lần lượt bước vào bên trong nhà thờ để trú ngụ. Abraham bắt đầu nêu lên đề nghị của mình về việc đi đến Washington nhưng không ai trong nhóm Rick có vẻ quan tâm đến điều này. Họ nói rằng sẽ chỉ nghe theo quyết định của Rick và không muốn nhóm phải tách nhỏ lẻ thêm nữa."
Rick hỏi Gabriel rằng ông có được những nhu yếu phẩm từ đâu. Gabriel liền giải thích rằng chúng đến từ một quỹ phân phát thực phẩm cho nhà thờ hàng năm. Ông kể rằng mình đã lấy hết thực phẩm ở những nơi gần đó, ngoại trừ một nơi mà ông chưa dám đến vì ở đó có khoảng một tá xác sống bên trong. Rick nói rằng họ có thể xử lý được "một tá" đó. Bob và Sasha tình nguyện đi và bảo rằng Tyreese có thể ở lại để trông Judith. Gabriel không muốn đi nhưng Rick đề nghị ông phải đi để dẫn đường.
Trước khi đi, Rick nói chuyện riêng với con trai mình về việc nên đặt niềm tin vào đúng chỗ. Rick có vẻ không tin tưởng Gabriel nhưng Carl không hiểu lý do là vì sao. Rick giải thích rằng dù Carl có ở đâu và ở cạnh bao nhiêu người, cậu bé cũng sẽ không bao giờ được an toàn, chỉ cần một giây sơ sẩy thôi là mọi chuyện sẽ kết thúc. Rick dặn Carl rằng đừng bao giờ mất cảnh giác, vì anh tin rằng Gabriel đang che giấu điều gì đó.
Rick, Michonne, Gabriel, Sasha và Bob cùng đến địa điểm mà Gabriel đã nói trước đó. Bob nói chuyện với Rick và cố thuyết phục anh về việc nhóm họ nên đến Washington. Rick nói rằng anh vẫn chưa thể quyết định về điều này. Bob cho rằng sớm muộn Rick cũng sẽ đồng ý thôi.
Carol và Daryl đang cùng đi lấy nước. Daryl hỏi Carol rằng liệu cô ổn chứ, Carol liền đáp lại rằng cô buộc phải vậy. Daryl cho rằng họ có thể bắt đầu lại từ đầu, vì cô đã cứu mạng tất cả mọi người. Họ tìm thấy một chiếc xe bên đường và Carol thử nhảy vào trong xe để khởi động nó. Tuy nhiên, chiếc xe không chịu nổ máy. Carol tìm thấy trong cốp xe một bình bộ khởi động khẩn cấp vẫn còn sử dụng được. Cô nói rằng cứ để chiếc xe ở đó để dự phòng nếu như có chuyện xấu xảy ra ở nhà thờ.
Maggie và Tara đang đứng đợi ở bên ngoài một cửa hàng vũ khí. Họ nghe thấy tiếng ồn bên trong do Glenn vấp ngã vào đám súng. Một lúc sau anh bước ra ngoài và đưa cho họ 3 nòng súng giảm thanh mà mình tìm thấy. "Chẳng còn lại trên thế giới này bị che giấu cả" - Những lời Glenn nói có vẻ khiến Tara phải suy nghĩ."
Nhóm của Rick đã đến được nơi Gabriel nói. Khi họ đi vào bên trong, họ thấy một mảng lớn sàn nhà bị sụp và bên dưới là hàng loạt walker đang lội trong nước và bốc mùi hôi thối. Sasha nảy ra ý tưởng dùng những cái kệ đồ để ngăn cách đám walker khi họ nhảy xuống bên dưới. Gabriel bị Rick ép đi xuống cùng họ. Ở phía dưới, họ di chuyển những cái kệ để ngăn đám xác sống lại gần. Trong khi nhóm họ đang xử lý đám xác, Gabriel bất chợt bỏ chạy khi nhìn thấy một con walker có vẻ như là người nào đó mà ông từng quen. Gabriel chạy bì bõm trong nước và khi lên đến những bậc thang, những bậc thang đã bị gẫy và khiến ông bị cô lập. Rick liền giết chết những xác sống đang chuẩn bị lại gần Gabriel.
Khi họ lại gần Gabriel, Bob bị một walker từ dưới nước bất ngờ lôi xuống, con walker này đã bị phân hủy và mục rữa nặng nề. Sasha liền hoảng hốt chạy lại giết nó và hỏi rằng Bob vẫn ổn chứ, anh liền đáp lại rằng mình không sao. Cả nhóm cùng lấy nhu yếu phẩm và rời khỏi nơi này. Trên đường trở về nhà thờ, tại đây Gabriel bèn nói lời xin lỗi với Rick. Rick hỏi rằng liệu Gabriel có quen con walker đó trước đây không nhưng Gabriel chỉ im lặng. Rick và Michonne nói chuyện về thanh katana. Michonne rằng đó không phải là kiếm của cô, chỉ là do cô tìm thấy khi dịch bệnh bắt đầu bùng phát. Michonne nghĩ rằng cô đã rất xuất sắc khi giết chóc mỗi ngày bằng thanh kiếm đó, nhưng đó không phải là một cuộc sống dành cho cô. Cô nói rằng mình thấy nhớ những người trong nhóm đã mất - Andrea và Hershel. Nhưng cô không thấy nhớ cuộc sống trước đó, hay thanh kiếm của mình.
Quay trở lại nhà thờ, Carl chỉ cho bố mình một số dấu vết lạ mà cậu bé thấy ở xung quanh nhà thờ. Có hàng loạt vết khắc trên tường gỗ và các cửa sổ như thể có ai đó từng cố vào bên trong. Ngoài ra, Carl cũng phát hiện thấy một vết chữ khắc ở trên tường nhà thờ ghi rằng: "Ngươi sẽ phải trả giá". Carl cho rằng những dấu vết này cũng chưa chắc cho thấy Gabriel là kẻ xấu, nhưng chắc chắn chúng có ý nghĩa gì đó.
Trời lại chuyển tối và mọi người vào trong nhà thờ dùng bữa một cách vui vẻ. Abraham nói chuyện với cả nhóm về việc sinh tồn và liệu rằng đó có phải là điều mà họ muốn làm, chỉ biết sống cho qua ngày. Anh kể rằng Eugene biết cách để kết thúc dịch bệnh này và họ nên đến Washington, nơi có một cơ sở hạ tầng đã được xây dựng để chống chọi lại đại dịch với đầy đủ thức ăn, xăng dầu, vũ khí, nơi trú ngụ cho một khởi đầu mới. Abraham cố thuyết phục Rick đi cùng mình và cứu lấy tương lai cho bé Judith, cho chính bọn họ. Cuối cùng, Rick đồng ý rằng
nhóm anh ấy sẽ tham gia nhiệm vụ cùng nhóm Abraham. Trong khi đó, Carol lại đưa đôi mắt nhìn về phía cánh cửa của nhà thờ, cô định sẽ đến chỗ chiếc xe mà mình tìm thấy trước đó để rời khỏi."
Sasha và Bob tiếp tục trao nhau vài nụ hôn giống như trò chơi của họ trước đó trước khi Sasha đứng dậy để bế Judith. Lát sau, nét mặt của Bob bỗng trở nên suy tư. Anh đứng dậy và bước ra ngoài nhà thờ.
Tara quyết định đến bên Maggie và thú nhận với cô về chuyện ở nhà tù trước đây, rằng cô từng là một thành viên trong nhóm tấn của The Governor. Lúc đó cô không biết hắn là ai và có thể làm những gì, cũng như không biết những người ở nhà tù là tốt hay xấu. Maggie tha thứ cho Tara và nói rằng: "Giờ đây cô đã ở trong nhóm chúng tôi" và ôm lấy Tara.
Rick đi đến và nói lời cảm ơn với Gabriel vì lòng mến khách của ông. Nhưng sau đó anh cũng nhắc nhở Gabriel rằng những người trong nhóm cũng là gia đình của anh, và nếu điều bí mật nào đó mà ông đang che giấu làm tổn thương họ, anh sẽ giết ông.
Phía bên ngoài, Carol đang ở tại chiếc xe mà cô cùng Daryl đã tìm thấy trước đó và thử khởi động nó. Tiếng động của chiếc xe khiến một xác sống nghe thấy và đi đến. Carol xử lý con walker này xong thì cũng là lúc Daryl xuất hiện và hỏi cô đang làm gì, Carol đáp lại rằng cô không biết nữa. Bỗng họ nhìn thấy một chiếc xe khác phóng qua chỗ họ, với đằng sau xe là biểu tượng giống hệt với chiếc xe trước đó đã bắt cóc Beth. Họ vội vàng nhảy lên xe và cùng đuổi theo nó.
Quay trở lại nhà thờ, Bob vẫn đang ở bên ngoài, anh mỉm cười khi nhìn về phía mọi người đang trò chuyện vui vẻ bên trong nhà thờ. Nhưng rồi chợt anh bỗng bật khóc và suy sụp. Đúng lúc đó, chợt có ai đó đánh Bob bất tỉnh và bắt cóc anh.
Khi Bob tỉnh dậy, anh nhìn thấy Gareth cùng một số những người sống sót khác của Terminus (một trong số đó là Martin). Gareth nói rằng Bob vẫn chưa chết, rằng nhóm hắn không muốn làm hại nhóm của Bob, nhưng chúng buộc phải làm vậy. Gareth nói thêm rằng chính Bob và người của anh đã phá sập nơi nương thân của hắn, khiến hắn phải sống lang thang ngoài đường và sinh tồn như bao kẻ khác.
Trong khi những người tại nhà thờ vẫn đang nói chuyện vui vẻ, Gareth nói tiếp rằng giờ đây chúng phải buộc phải trở thành những tên "thợ săn" đi săn con mồi. Gareth hy vọng rằng Bob sẽ hiểu rằng chuyện xảy đến với Bob không phải là tư thù cá nhân, mà là việc chúng sẽ làm với bất kỳ ai mà chúng gặp. Gareth giải thích rằng dù chúng có ghét việc này đến mức nào, thì con người vẫn phải ăn để sống. Khi Bob nhìn xuống phía dưới thân mình, anh nhận ra đã mất đi một bên chân. Gareth lúc đó đang cắn một miếng thịt, hắn nói rằng thịt của Bob ngon hơn tưởng tượng nhiều. Phía sau, những tên khác cũng đang nhai ngấu nghiến phần chân của Bob đang được nướng trên lửa.

## Diễn viên

### Diễn viên chính
- Andrew Lincoln vai Rick Grimes
- Norman Reedus vai Daryl Dixon
- Steven Yeun vai Glenn Rhee
- Lauren Cohan vai Maggie Greene
- Chandler Riggs vai Carl Grimes
- Danai Gurira vai Michonne
- Melissa McBride vai Carol Peletier
- Michael Cudlitz vai Abraham Ford
- Emily Kinney vai Beth Greene*
- Chad Coleman vai Tyreese Williams
- Sonequa Martin-Green vai Sasha Williams
- Lawrence Gilliard Jr. vai Bob Stookey
- Josh McDermitt vai Eugene Porter
- Christian Serratos vai Rosita Espinosa
- Alanna Masterson vai Tara Chambler
- Seth Gilliam vai Gabriel Stokes
- Andrew J. West vai Gareth

### Diễn viên định kỳ
- Chris Coy vai Martin

*Không xuất hiện trong tập này

### Các diễn viên phụ khác
- April Billingsley vai Theresa
- Benjamin Papac vai Albert
- Travis Young vai Greg
- Chris Burns vai Mike
- Charlotte & Clara Ward vai Judith Grimes

## Cái chết trong tập
- Không có

## Đánh giá
"Strangers" nhận được những lời khen từ giới phê bình. Rebecca Hawkes từ trang The Telegraph cho tập phim 4 trên 5 sao và nhận xét rằng bộ phim "thường vượt trội hơn hẳn khi có những tập nặng về hành động, nhưng chính những tập trầm lắng hơn thế này mới mô tả rõ nét hơn thực tại của thế giới hậu bệnh dịch đó - sinh tồn vẫn là một vấn đề nan giải". Matt Fowler của trang IGN cho tập phim điểm 8.8 trên 10. Trên trang Rotten Tomatoes, toàn bộ 100% 13 bài phê bình về "Strangers" đều mang tính tích cực. Cảnh cuối của tập phim cũng như diễn xuất của Andrew J. West đặc biệt được đánh giá cao. Allen St. John của trang Forbes thậm chí còn cho rằng đây là một trong những cảnh shock nhất từ trước tới nay của phim.

## Bên lề
- Lần xuất hiện đầu tiên của: Gabriel Stokes, Theresa, Albert, Greg, Mike.
- Tên của tập phim là "Strangers" (Những người lạ) bắt nguồn từ câu nói của Gabriel rằng ông chỉ thú nhận tội lỗi của mình với Chúa chứ không phải là với những người lạ.
- Tập phim này cho thấy rằng Tyreese đã không giết Martin.
- Robert Kirkman từng cho biết rằng sẽ có một địa điểm quen thuộc trong truyện tranh xuất hiện trong tập này. Và địa điểm này đã được tiết lộ là nhà thờ của Gabriel.